# Аршаруни, Аршалуис Михайлович
Аршалу́йс Миха́йлович Аршаруни́ (настоящая фамилия — Чинарьян, 17 [29] ноября 1896, г. Кигизман, Карсская область — 20 октября 1985) — армянский советский публицист, литературовед, литературный критик; профессор, заслуженный деятель искусств Армянской ССР (1960) .

## Биография
Участник революционного движения и гражданской войны в Армении и на Северном Кавказе.
Окончил историко-филологический факультет Варшавского университета, затем в 1924 г. — Институт красной профессуры.
В 1922—1956 гг. работал преподавателем Урало-Сибирского коммунистического университета (Свердловск), ИФЛИ (ныне Московский институт философии, литературы и истории), МГПИ им. Ленина (ныне Московский педагогический государственный университет). Профессор.
В феврале 1926 г., по решению секретариата ЦК ВКП(б), на длительное время был командирован на Кавказ: в Азербайджан и Дагестан «для обследования состояния национальной печати».
В 1930 г. — сотрудник секции литературы и искусства Коммунистической Академии. Был ответственным инструктором отдела печати ЦК ВКП(б) (Агитпроп ЦК ВКП(б)).
Сотрудничал с журналами «Коммунистическая революция», «Красная печать», «Новый Восток», «Печать и революция» и др. Решением Президиума ВЦИК от 19 марта 1928 года, работники 2-МГУ — публицист А. Аршаруни и профессор истории, ректор Московского института востоковедения им. Н. Нариманова при ЦИК СССР Санжар Асфендиаров были введены в состав редакционной коллегии журнала «Советская страна», об этом убедительно ходатайствовала редакция данного журнала
В составе 15 известных научных работников и писателей, принимал участие в работе сектора АППО ЦК ВКП Совета национальностей ЦИК СССР.
В 1930-х гг. — заведующий литературно-сценарным отделом «Востоккино».
Член Союза писателей СССР с 1935 года и Союза Московских писателей.

## Научная деятельность
А. М. Аршаруни — публицист и литературный критик в области изучения художественной литературы народов Востока. Знаток нескольких восточных языков, в том числе: тюркского, арабского, древнеперсидского и др.
Начал печататься в 1912 г. Автор около 40 работ о национально-культурном строительстве и проблемах национально художественного творчества, о народах Востока в сфере политики, экономики, истории и культуры.
А. М. Аршаруни принадлежат очерки по истории восточных религиозных движений («Бехаизм», 1930, «Бабизм», 1931; «Очерки панисламизма и пантюркизма в России», в соавт. с Х. Габидуллиным, 1931); статьи и исследования об армянском театре, актерах и кинофильмах («Пэпо. О фильме», в соавт. с С. Вельтманом, 1935; «Грачия Нерсесян», 1940; «Из истории армянской театроведческой мысли», 1956, на арм. яз., и др.).
Многие работы посвятил фольклору Армении и народов Средней Азии («Эпос Советского Востока. Дореволюционные и послеоктябрьские мотивы», в соавт. с С. Вельтманом, 1930; статьи об эпосе «Давид Сасунский», «Кёр-оглы», о творчестве акынов и др.).

## Избранная библиография
- «Что делается в Китае» (1925),
- «СССР и народы Востока» (1925; на арм яз., изд. Центриздата, 1927),
- «Эпос советского Востока : дореволюционные и послеоктябрьские мотивы» (1930),
- «Ислам : сборник статей» (1931),
- «По Ингушетии» (1932),
- «Сталин в песнях народов СССР» (1936),
- «Московский университет и армянская передовая интеллигенция» (1955, на арм. яз.),
- «Встреча с прошлым» и др.

## Награды
- Орден Дружбы народов (18.11.1976).
- Медали СССР.
- Заслуженный деятель искусств Армянской ССР (1960).